# Джеррі Герман
Джеральд Шелдон Герман (10 липня 1931 — 26 грудня 2019) був американським композитором та ліриком, відомим своєю роботою в Бродвейському музичному театрі. Він склав партитури для хітових бродвейських мюзиклів «Hello, Dolly!, Мама та Кейдж-аукс Фолз». Він був номінований на премію «Тоні» п'ять разів і двічі вигравав «Привіт, Доллі!» і «La Cage aux Folles».
Згідно з повідомленням «Washington Post», «Кейдж-аул Фолз» Германа 1983 року, який розповідає про гей-пару, син якої збирається одружитися з дочкою консервативної родини, «був випущений під час розпалу епідемії СНІДу та допоміг ввести життя геїв у культурний мейнстрім в той час, коли багато геїв були стигматизовані».
У 2009 році Герман отримав премію Тоні за пожиттєві театральні досягнення. Був одержувачем Центру відзнаки Кеннеді 2010 року.

## Раннє життя
Герман народився на Манхеттені і виріс у Джерсі-Сіті, штат Нью-Джерсі, вихованець єврейських батьків середнього класу, які теж належали індустрії музики. Він навчився грати на фортепіано в ранньому віці, і уся сім'я часто відвідувала бродвейські мюзикли. Його батько, Гаррі, був викладачем гімнастики, а влітку працював у готелях Катскілл Маунтін. Його мати Рут (до шлюбу Сакс) також працювала в готелях як співачка, піаністка та вчителька дітей, і врешті стала вчителькою англійської мови. Герман розповів журналу People в 1986 році, що його мати, яка померла до того, як його шоу було поставлено на Бродвеї, «була гламурна, як Мам, і дотепна, як Доллі».
Після одруження його батьки проживали в Джерсі-Сіті і продовжували працювати влітку в різних таборах, поки вони не стали головними радниками і нарешті почали керувати озером Стіссінг-Лейк у маленькому містечку Пайн Плейнз, штат Нью-Йорк, у Таконікських горах. Герман проводив там усі свої літа, від 6 до 23 років. Саме в таборі він вперше долучився до театральних постановок, як режисер «Оклахоми!, веселка Фініана і Дерево росте у Брукліні». Герман закінчив середню школу Генрі Снайдера в Джерсі-Сіті.
У 17 років Герман був представлений Френку Льоссеру, який, почувши написані ним матеріали, закликав його продовжувати писати твори. Він покинув школу дизайну Парсонса, щоб відвідувати університет в Маямі який має один з найбільш авангардних театральних кафедр нації. Будучи студентом бакалаврату в університеті Маямі Герман випускав, писав і керував музичним коледжем під назвою «Sketchbook». Було заплановано поставити три вистави, але шоу було настільки популярним, що вона мала ще 17 вистав.
Він також був членом братства Зета Бета-Тау.

## Рання кар'єра
Після закінчення університету в Маямі Герман переїхав до міста Нью-Йорк, де випустив оф-бродвейський ревю "I Feel Wonderful", який складався з написаного ним в університеті матеріалу. Він відкрився в Театрі де Ліс у Гринвіч-Вілледж 18 жовтня 1954 року та провів 48 виставок. Це було його єдине шоу, яке бачила його мати; вона померла від раку у віці сорока чотирьох у грудні 1954 року. Герман сказав: «Я всерйоз сумував».
У 1957 році Герман звернувся до власника джаз-клубу на «West Fourth Street» під назвою «Showplace» і попросив поставити ревю. Окрім постачання музики, Герман написав книгу і постаивив одногодинне ревю, яке називалося «Nightcap». Він попросив свого друга Філіса Ньюмена займатися рухами і танцями. У ньому грав Чарльз Нельсон Рейлі (який пізніше взяв участь у головній ролі в «Hello, Dolly!»). Шоу відкрилося в травні 1958 року і тривало два роки.
Далі Герман зібрав достатньо оригінального матеріалу, щоб зібрати оф-бродвейський ревю під назвою «<i id="mwdQ">Парад»</i> у 1960 році. Герман режисував хореографією Річарда Тона. У ролях були Чарльз Нельсон Рейлі та Доді Гудман. Він вперше відкрився у Вітрині та, розширившись, перейшов до Театру гравців у січні 1960 року.

## Кар'єра на Бродвеї
У 1960 році Герман дебютував на Бродвеї з ревізою «Від А до Я», де також були внесені внески від новачків Вуді Аллена та Фреда Ебба. Того ж року продюсер Джерард Остріхер підійшов до нього, побачивши виставу «Парад», і запитав, чи буде він зацікавлений у складанні партитури для шоу про заснування держави Ізраїль. Результатом став його перший повноцінний бродвейський мюзикл «Молоко та мед» у 1961 році. У шоу про американських туристів в Ізраїлі знялися Роберт Вед, Мімі Бензел та Молі Пікон. Він отримав поважні рецензії, був номінований на премію Тоні та отримав участь у 543 виставах.
Герман познайомився з драматургам Тадом Мозелем у 1960 році, і вони співпрацювали над музичною адаптацією Off-Broadway в телевізійній виставі 1953 року Мозеля, «Мадам Афродіта». Одноіменний мюзикл, в якому знялася Ненсі Ендрюс у головній ролі, відкрився в театрі Орфей у грудні 1961 року, але закрився після 13 вистав. Кастовий альбом був записаний, але шоу з того часу не проводилося. Невдача мюзиклу зачепила Германа, який вважав, що режисура і кастинг не спрацювали, але описав своє рішення зробити це як «дуже сміливу для мене справу. . . Це був темний шматок, щось більше підходяще для раннього Сондгейму, ніж для мене».

### Привіт, Доллі!
У 1964 році продюсер Девід Меррік об'єднав Германа з музичною актрисою Керол Ченнінг та лібретистом Майклом Стюартом для проекту, який повинен був стати одним з його більш успішних «Привіт, Доллі!». Оригінальна постановка налічувала 2844 вистави, найдовший мюзикл свого часу, а згодом був відроджений три рази. Хоча стикається з жорсткою конкуренцією з боку «Смішної дівчини, привіт, Доллі! забрала того сезону нагороди «Тоні», вигравши 10, рекорд, який залишався незмінним протягом 37 років, поки «Продюсери» не виграли 12 Тоні у 2001 році.

### Мам
У 1966 році наступним мюзиклом Германа став хіт «Мам», де в головній ролі Анджела Лансбері, яка представила рядок норм Германа, особливо баладу "Якби він увійшов у моє життя", улюбленець свята «Нам потрібно трохи Різдва» та заголовок мелодії.
Хоча це не комерційний успіх, «Дорогий світ» (1969) у головних ролях з Анжелою Ленсбері, «Мак і Мейбл» (1974) у ролях Роберта Престона та Бернадетт Пітерс, а також «Великий тур» (1979) у ролях Джоела Грея відзначається своїми цікавими концепціями та мелодійними, незабутніми партитурами. Герман вважає «Mack & Mabel», також написану у співпраці з Майклом Стюартом, його особистою улюбленою партитурою з пізнішою композицією «La Cage aux Folles найближчим часом. І «Dear World, і Mack & Mabel» розробили культ, популярний серед прихильників Бродвею.

### La Cage aux Folles
У 1983 році Герман здійснив свій третій хіт з «La Cage aux Folles» у головних ролях з Джорджем Херном та Джином Баррі, шоу, яке було видатне тим, що було одним з перших хітових бродвейських мюзиклів, зосереджених навколо гей-пари. Мюзикл був випробуваний у Бостоні, де Герман хвилювався:
Продажі квитків були сильними для його бостонської проби; двотижневе продовження вимагало, щоб каси залишалися відкритими протягом 36 годин прямо, щоб задовольнити попит.  Авансові продажі на його дебют на Бродвеї в Палаці театру були охарактеризовані як «щось, що наближається до прямої пандемонії». «La Cage aux Folles» виграв премію Тоні за кращий мюзикл (1983), пізніше став єдиним мюзиклом, який двічі (2005 та 2010 рр.) Виграв премію Тоні за найкраще відродження мюзиклу.
Ревю «Дівчата Джеррі», «прихильність» його творчості, демонстрували Дороті Лудон, Леслі Уггемс та Чіту Рівера і пробігли на Бродвеї з грудня 1985 по квітень 1986 року.

## Пісні
Багато мелодій Шермана стали поп-стандартами. «Здрастуйте, Доллі!» — хіт №1 у Сполучених Штатах для Луї Армстронга, обігнавши «Бітлз» з місця №1 в 1964 році після 14-тижневого перебування на вершині («Я хочу тримати руку», «Вона любить тебе» та «Не можу купити кохання»). Французький запис Петули Кларк занесений до першої десятки як у Канаді, так і у Франції.
«Якби він увійшов у моє життя» від «Мама» була записана Ейді Горме, вигравши їй премію «Греммі» за найкращу вокальну виставу, жінка в 1967 році. «Я такий, який є» з La Cage aux Folles» записала Глорія Гейнор.
Інші відомі вистави Германа включають «Шалом» з «Молока та меду»; «Перед тим, як парад пройде», «Одягніть свою недільну одяг» та «Це займе лише мить» від «Hello, Dolly! »; «Це сьогодні!», «Відкрий нове вікно», «Нам потрібно трохи Різдва» та «Друзі друзів» від «Mame»; і «Торкніться своїх проблем», «Я не посилаю троянди» та «Час лікує все» від Mack & Mabel». Його «Я є тим, що є», написаний для «La Cage aux Folles», став гімном гордості.

## Вплив та визнання
Згідно з повідомленням Washington Post, «Кейдж-аул Фолз» Германа 1983 року, який зосередився на гей-парі, син якої збирається одружитися з дочкою консервативної родини, «приїхав під час розпалу епідемії СНІДу та допоміг ввести життя геїв у культурний мейнстрім в той час, коли багато геїв були стигматизовані».
Герман — єдиний композитор / лірик, який одночасно з лютого по травень 1969 року відкрив на Бродвеї три оригінальні постановки: Привіт, Доллі!, Мамо, і Шановний світ. Він був першим (з двох) композиторів / ліриків, у яких три мюзикли виконали понад 1500 поспіль виступів на Бродвеї (інший: Стівен Шварц ): Привіт, Доллі! (2844), Мама (1,508) та «La Cage aux Folles» (1,761). Герман вшановується зіркою на Голлівудській алеї слави, в 7000 кварталі Голлівудського бульвару.
Серед інших відзнак — кільцевий театр Джеррі Германа, названий його ім'ям з університету Маямі. Він був введений у Зал слави пісенників у 1982 році.
Робота Германа була предметом двох популярних музичних ревізій: «Дівчата Джеррі», задумані Ларрі Альфордом, та «Шоутун» (2003), задуманий Полом Гілджером.
90-хвилинний документальний фільм про його життя та кар'єру, «Слова та музика» Джеррі Германа режисера Амбер Едвардс був екранізований у 2007 році, а потім вийшов у ефір на PBS. У анімаційному фільмі WALL-E 2008 року музика Германа від «Hello, Dolly!» є темою для персонажа WALL-E.
У 1989 році американська драматурга Наталі Гаупп написала коротку п’єсу під назвою «Центр Джеррі Герман». Вистава — це комедія, яка зображує життя кількох пацієнтів у «Центрі наркоманії Джеррі Германа». У 2012 році Джейсон Грей та Віра Принц співпрацювали над «Принцом та Шоубой», шоу, яке віддає належне Герману; Грей широко працював з Германом і описував його як «вижившого з найвищого ступеня [який] живе своїм життям як вічний оптиміст».
У 2010 році він отримав Центр відзнаки Кеннеді. Представлена Анжелою Лансбері, були виступи Керол Ченнінг, Метью Моррісон, Крістін Бараскі та Крістін Еберсол, Лорі Беналті, Саттон Фостер, Метью Бомер та Келлі О 'Хара, 2002 р. Хонорі Кеннеді Центру, Чіта Рівера, невідомий хор та Ленсбері. Також були відзначені ведуча ток-шоу / актриса Опра Вінфрі, танцюрист / хореограф Білл Т. Джонс, кантрі-співачка / автор пісень Мерл Хаггард та співак / автор пісень / музикант Пол Маккартні.

## Особисте життя
Маючи чуття прикраси в 1970-х, Герман взяв перерву в композиції після провалу «Мака і Мейбл». Архітектурний дайджест писав про камін, який він відреставрував. Потім він переробив інші будинки і продав їх. За повідомленням Washington Post, він прикрасив три десятки будинків. За повідомленнями Герман, перераховував 4 088-квадратних-футів (379,8 м2) Квартира ОСББ у Західному Голлівуді на продаж на початку 2013 року.
Герман був відкрито веселим і на момент смерті був у партнерстві з Террі Марлер, брокером з нерухомості.
Герман був діагностований ВІЛ- позитивний у 1985 році. Як зазначається в документальному фільмі PBS «Слова і музика», він є одним із щасливчиків, які вижили, щоб побачити експериментальні медикаментозні терапії, і все ще, як одна з його лірик проголошує, «живий і здоровий і процвітаючий» понад чверть століття пізніше».
Спогад Германа «Showtune» був опублікований у 1996 році.
Герман помер у лікарні в Маямі 26 грудня 2019 року у віці 88 років.